# Штейн, Бен
Бен Штейн (р. 25 ноября 1944) — американский юрист, писатель, журналист, актёр, режиссёр, сценарист, спичрайтер, телеведущий, педагог, политический и экономический обозреватель.

## Биография
Родился в еврейской семье, его отец Герберт Штейн был советником у президента Никсона. Вырос в Сильвер-Спринг, штат Мэриленд. Среднее образование получил в Монтгомери-Блэр, затем окончил Колумбийский университет, где изучал экономику, и школу права Йельского университета, получив в июле 1970 года диплом юриста. После завершения обучения работал адвокатом для бедных в Нью-Хейвене, Коннектикут, и Вашингтоне, а затем стал судебным адвокатом в Федеральной торговой комиссии.
Штейн приобрёл широкую известность в середине 1970-х годов, работая спичрайтером (автором текстов выступлений) у президентов США Ричарда Никсона и Джеральда Форда. Впоследствии стал голливудским консультантом, с середины 1980-х начав сниматься в кино (основное амплуа — «невозмутимые» персонажи), телесериалах и рекламных роликах, в 1997 году начал вести собственное развлекательное шоу на канале Comedy Central, в 1999 году получив ещё одно. Параллельно с этим он занимался журналистикой и преподаванием: в частности, был адъюнкт-профессором Американского университета в Вашингтоне и затем Калифорнийского университета в Санта-Крусе, где преподавал теорию массовой культуры и конституционное и гражданское право соответственно. С 1990 по 1997 год в звании профессора преподавал право в юридической школе университета Пеппердина. За свою жизнь он также сотрудничал в журналах «The American Spectator», «Newsmax Magazine», «The Wall Street Journal», «New York Times», «New York Magazine», «Penthouse», «Los Angeles Magazine», «Barron’s Magazine», для которых писал статьи по политическим и экономическим вопросам. Из «New York Times» был уволен в августе 2009 года, в «Newsmax Magazine» работает по сей день. Известен как сторонник научного креационизма и критик теории эволюции, а также как противник легализации абортов.